# Гуча
Гуча (серб. Гуча) — город в общине Лучани, в Моравичском округе Сербии. Согласно переписи населения 2011 года, в городе проживало 1755 жителей.

## История
Город впервые упоминается в кадастровой переписи 1476 года. Гуча как общинный центр поселений — субмуниципальный центр муниципалитета Лучани, по происхождению, является более старым городским поселением, чем Лучани. До 1962 года был административным центром одноимённой общины.